# 城中 (臺北市)

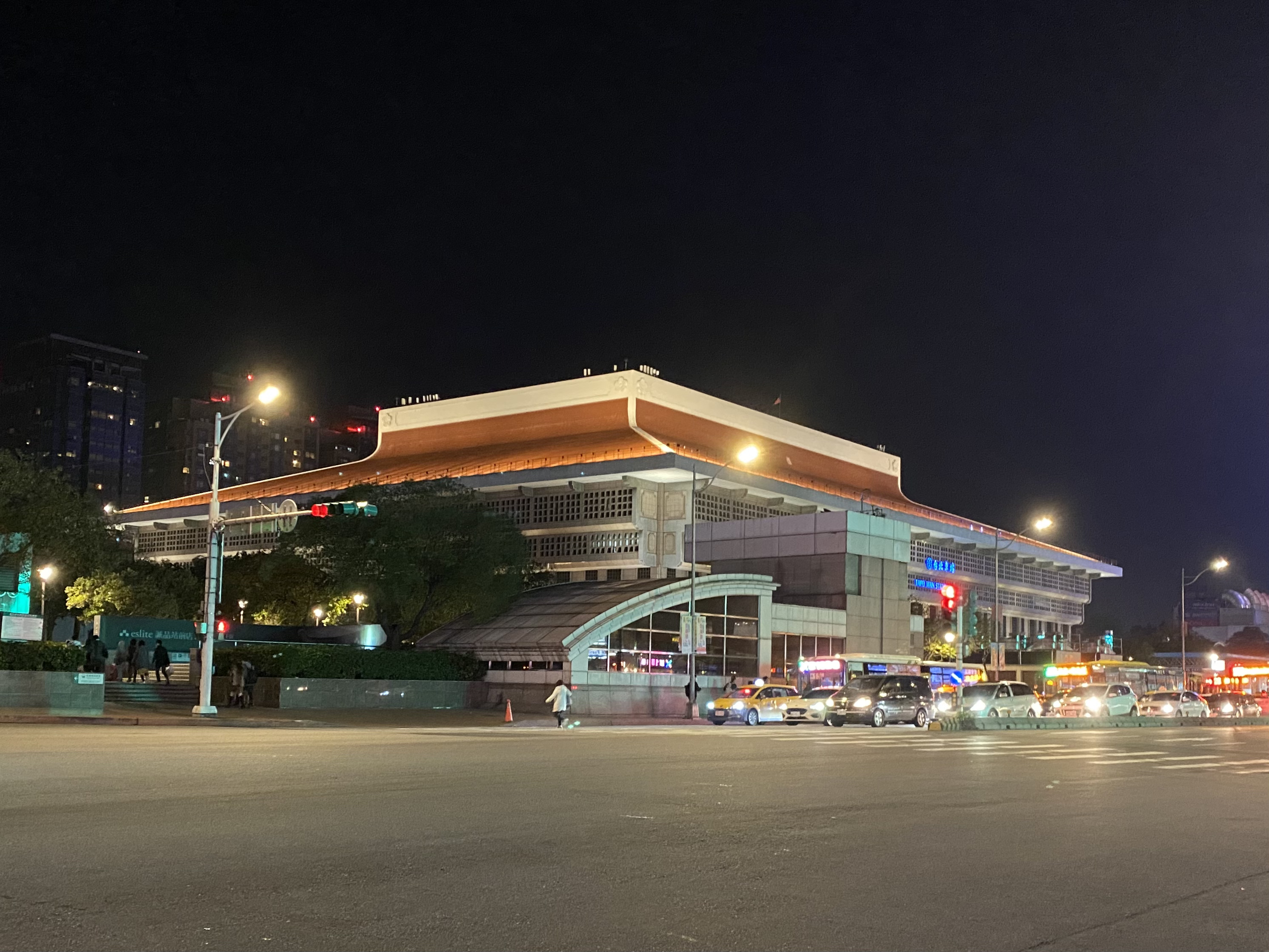
夜間的台北車站（2021年1月）

城中是位於臺灣臺北市中正區、萬華區境內的一個地區，是臺北西區主要核心。
此區域作為商業中心、交通樞紐及首都核心區，源自清代臺北建城而興起，後歷經日治時期現代化風潮，大規模建設都市政策，並在國府時期以其為中心點，向外涵蓋到艋舺北部（今日萬壽、福星二里）和三板橋（華山地區），加上始於日治時期金融業的發展、臺北車站及周邊多條公車路線行經，搭配中華商場和城中市場周邊商家，而成為大臺北重要中心商業區。區域內有多個中央行政機關座落於此，並以總統府為中心，劃定博愛特區，訂定許多管制措施。

## 歷史發展

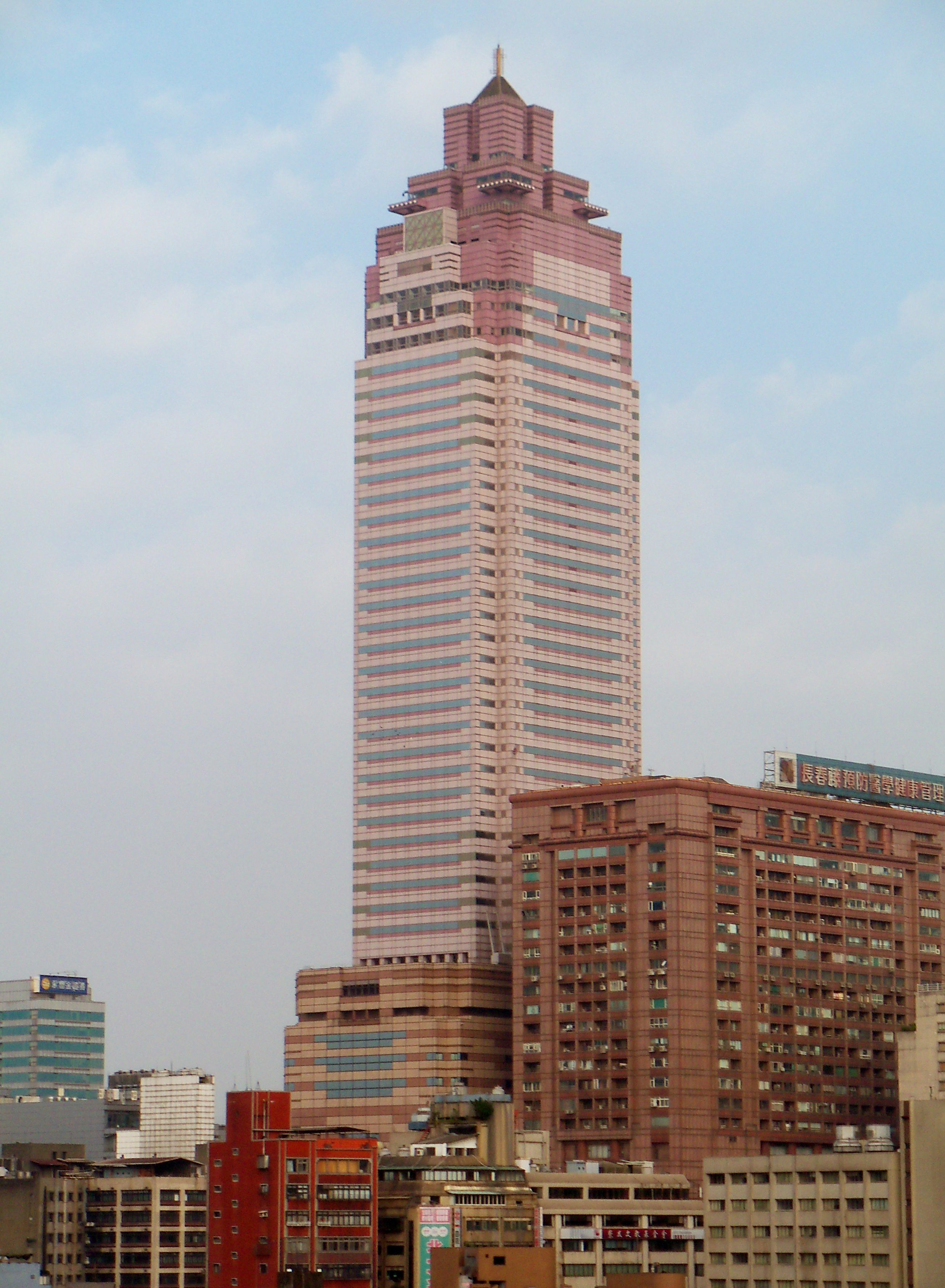
新光人壽保險大樓

- 1961年：中華商場落成，為臺北1960年代與1970年代熱門逛街地點。
- 1992年：配合市區重新規劃與臺北捷運施工，拆除中華商場改造中華路為林蔭大道[1]:118、119、120。
- 1993年：新光人壽保險大樓落成，為1993年至1997年台灣第一高樓。
- 2014年：西區門戶計畫區啟動，由柯文哲市府團隊規劃開發[2]。

## 區域設施

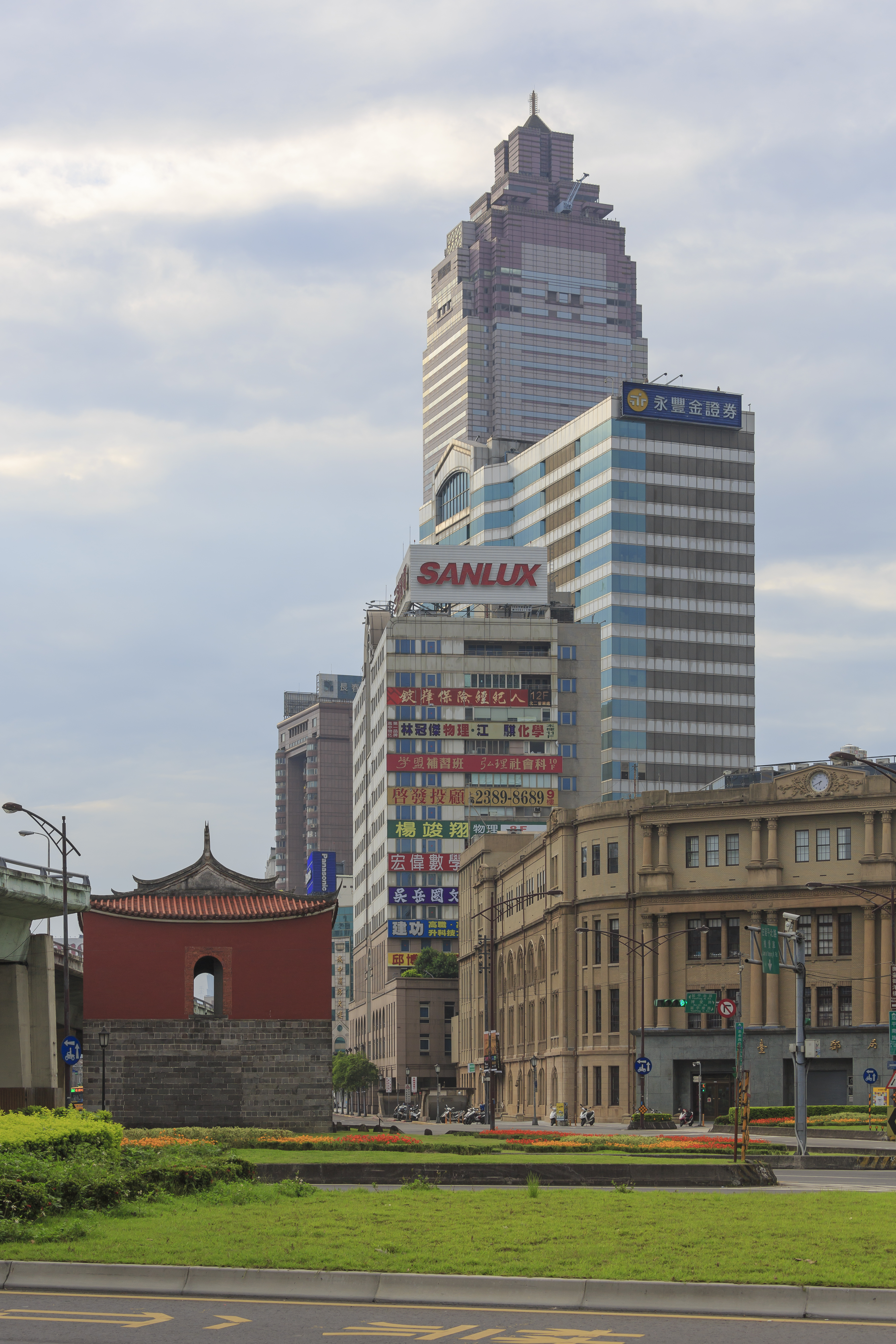
忠孝西路

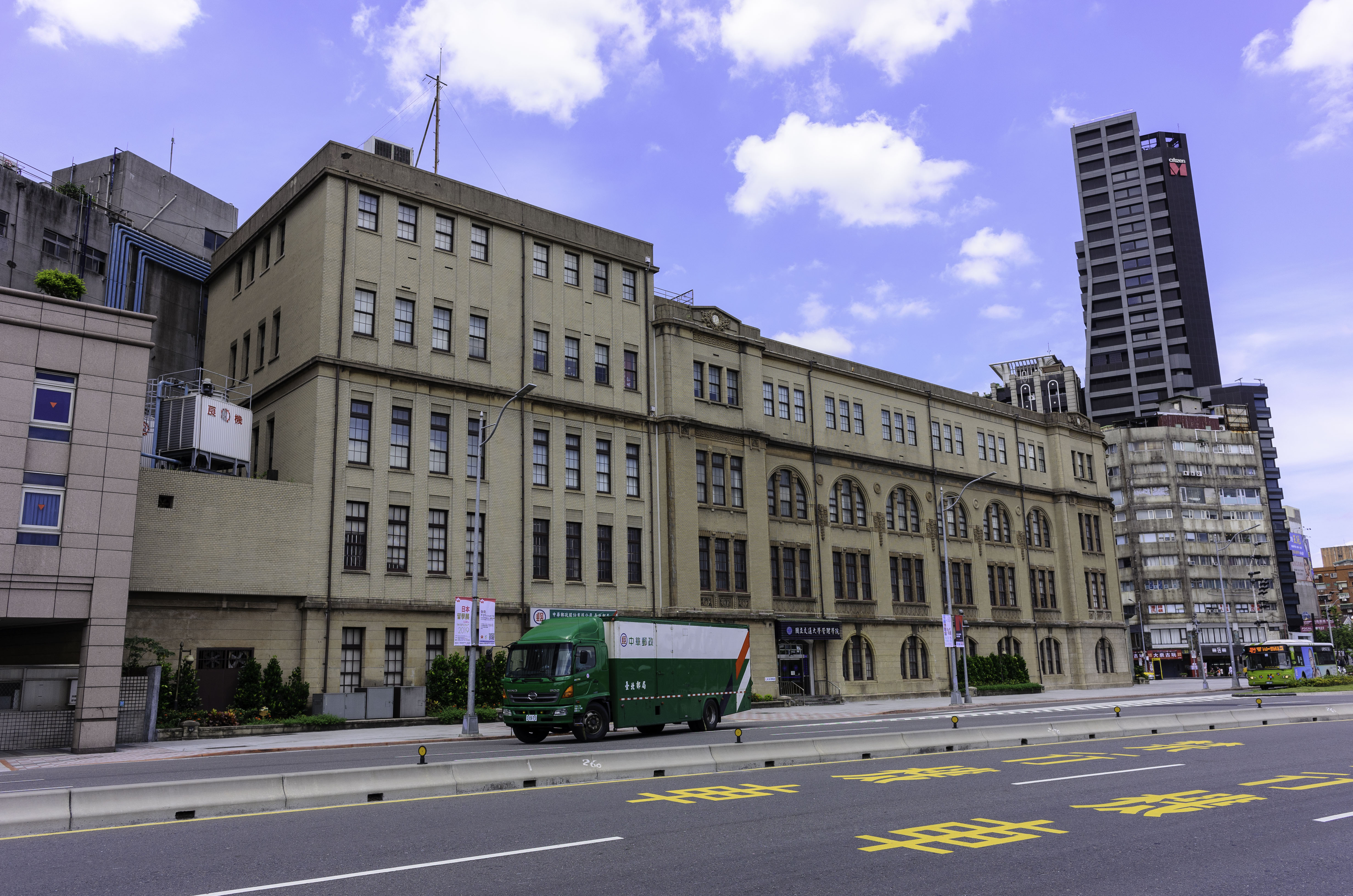
臺北郵局與後方遠景的臺北北門世民酒店

- 忠孝西路周邊
  - 華山文創園區
  - 行政院
  - 臺北車站
  - 臺北站前商圈
  - 基泰忠孝
  - 臺北北門世民酒店
  - 臺北府城北門
  - 臺北行旅廣場
  - 桃園捷運臺北車站
  - 國立臺灣博物館鐵道部

- 中華路周邊
  - 西門町商圈
  - 城內商圈
  - 臺北中山堂

- 重慶南路周邊
  - 總統府
  - 二二八紀念公園
  - 國立臺灣博物館

- 中山南路周邊
  - 監察院
  - 立法院
  - 臺大醫院
  - 臺大醫學院
  - 臺北賓館

## 聯外交通

### 鐵路運輸
- 臺灣鐵路管理局：臺北車站
- 臺灣高速鐵路：臺北車站
- 臺北捷運
  -  板南線：西門站、臺北車站、善導寺站
  -  淡水信義線：臺北車站、臺大醫院站
  -  松山新店線：西門站、北門站
- 桃園捷運公司：臺北車站

### 公路運輸
- 快速道路系統
  - 市民大道高架道路
  - 環河快速道路
  - 忠孝橋
- 主要聯外道路
  - 忠孝西路（臺1線）
  - 中華路（臺3線）
  - 中山南路（臺9線）
- 臺北轉運站